# Jag är Ingrid
Jag är Ingrid är en svensk dokumentärfilm från 2015 i regi av Stig Björkman. Filmen fick världspremiär på Filmfestivalen i Cannes 19 maj 2015 och Sverigepremiär 28 augusti 2015, dagen före Ingrid Bergmans 100-årsdag. Den innehåller privata smalfilmer filmade av Ingrid Bergman och hennes familjemedlemmar, intervjuer med hennes fyra barn samt bygger till stor del på Bergmans dagboksanteckningar.

## Medverkande
- Alicia Vikander – Ingrid Bergman (röst)
- Jeanine Basinger – sig själv
- Pia Lindström – sig själv
- Fiorella Mariani – sig själv
- Ingrid Rossellini – sig själv
- Isabella Rossellini – sig själv
- Roberto Ingmar Rossellini – sig själv
- Liv Ullmann – sig själv
- Sigourney Weaver – sig själv